# 新青森駅

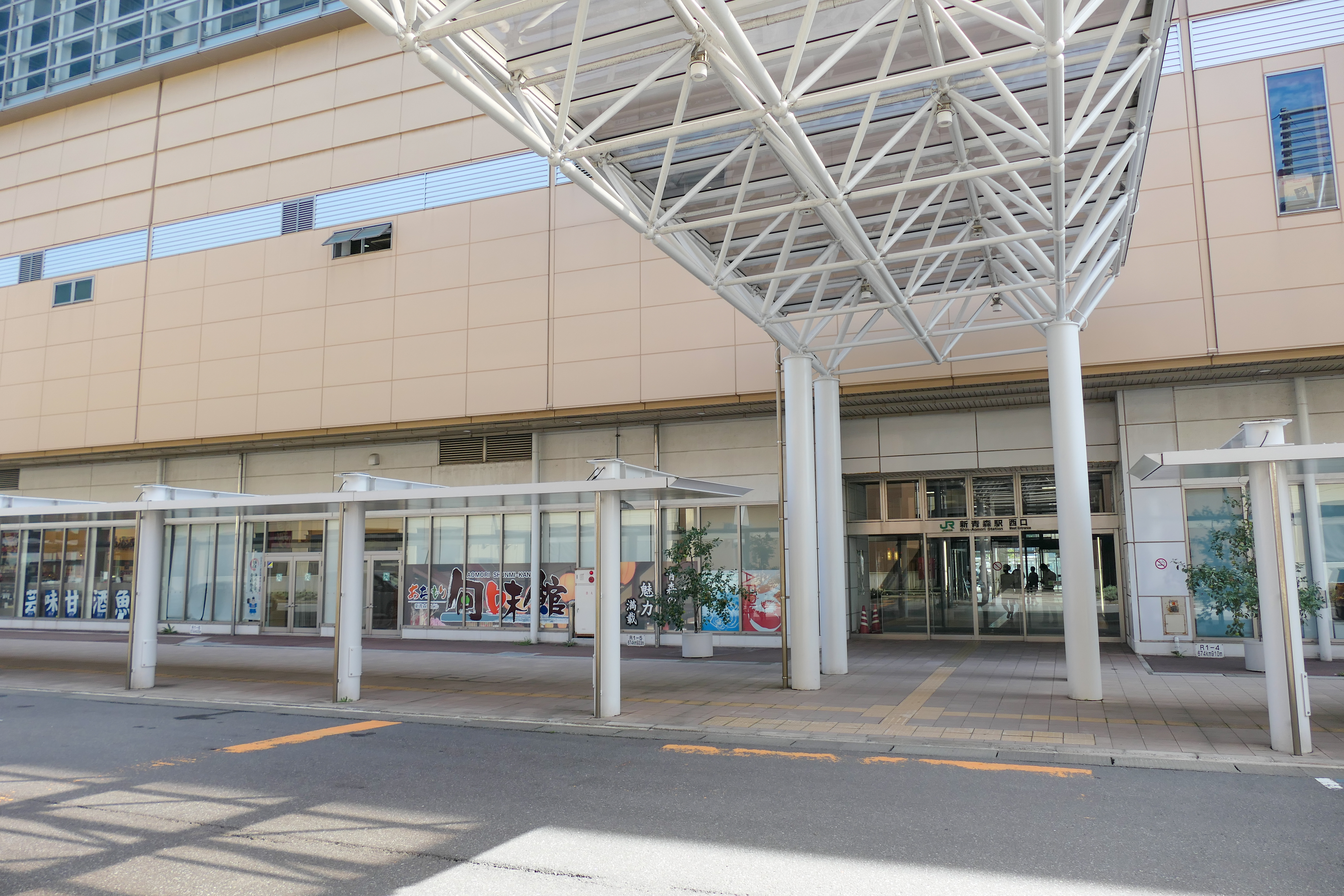
西口（2022年9月）

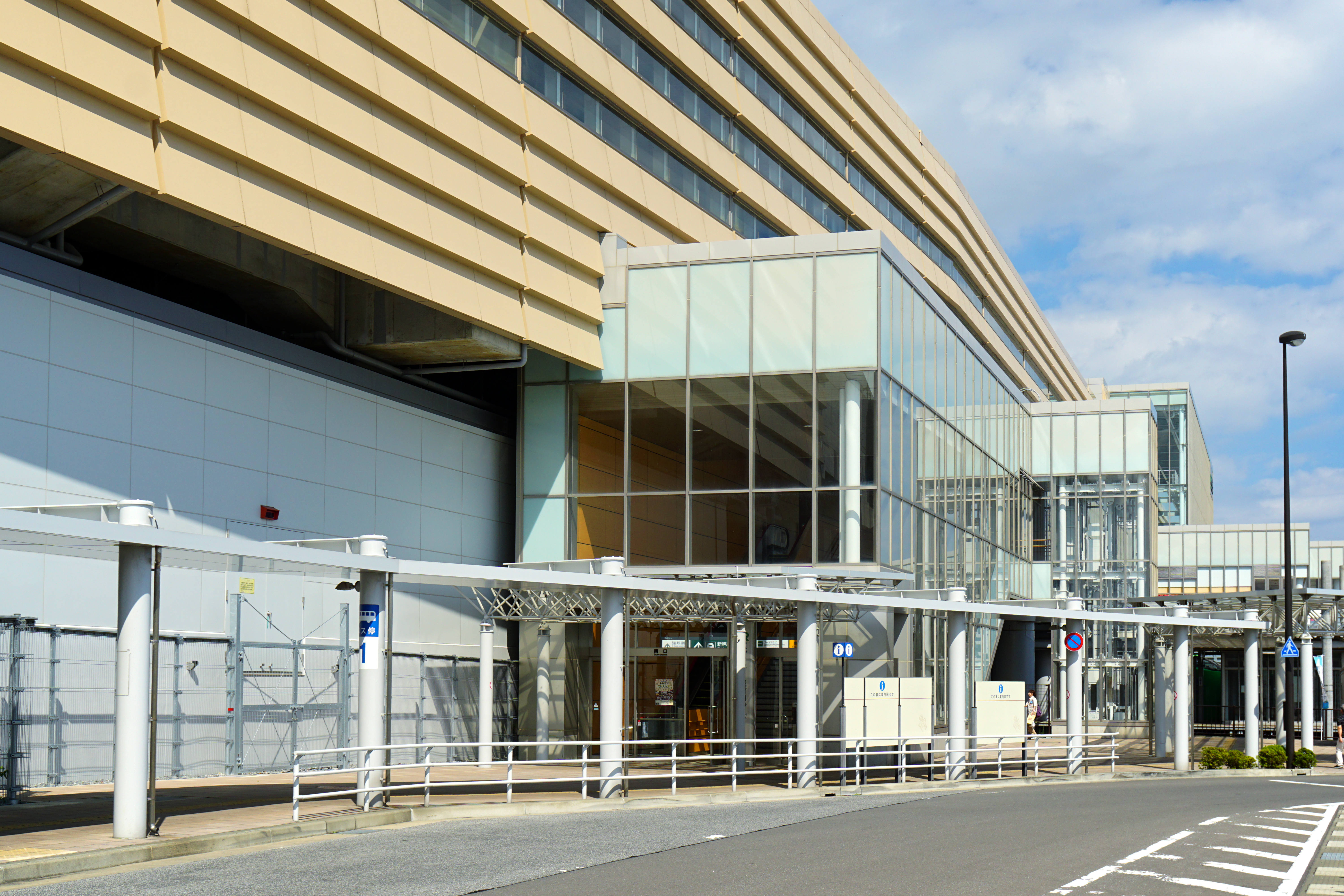
南口（2011年5月）

新青森駅（しんあおもりえき）は、青森県青森市大字石江字高間にある、東日本旅客鉄道（JR東日本）・北海道旅客鉄道（JR北海道）の駅。

## 概要
青森県の県庁所在地・青森市の新幹線における玄関口である。また、新幹線が通っていない人口約30万人の弘前都市圏からの需要も担う。JR東日本が管轄する駅ではあるが、JR北海道との共同使用駅であり、JR北海道の駅としては当駅が最南端となっている。
当駅は青森の中心市街地から西に3キロメートルほど離れた石江地区に位置し、市の代表駅である青森駅へは奥羽本線で1駅の距離である。なお、東北6県の県庁所在地では唯一、代表駅と新幹線駅が別となっている。
当駅に乗り入れる旅客路線は新幹線の東北新幹線・北海道新幹線と在来線の奥羽本線の3路線である。東北新幹線は当駅が終点であり、北海道新幹線は当駅が起点となっている。この両新幹線は当駅を介して相互直通運転が実施されている。奥羽本線においては、青森信号場とを結ぶ貨物支線が名目上当駅から分岐している。

## 歴史

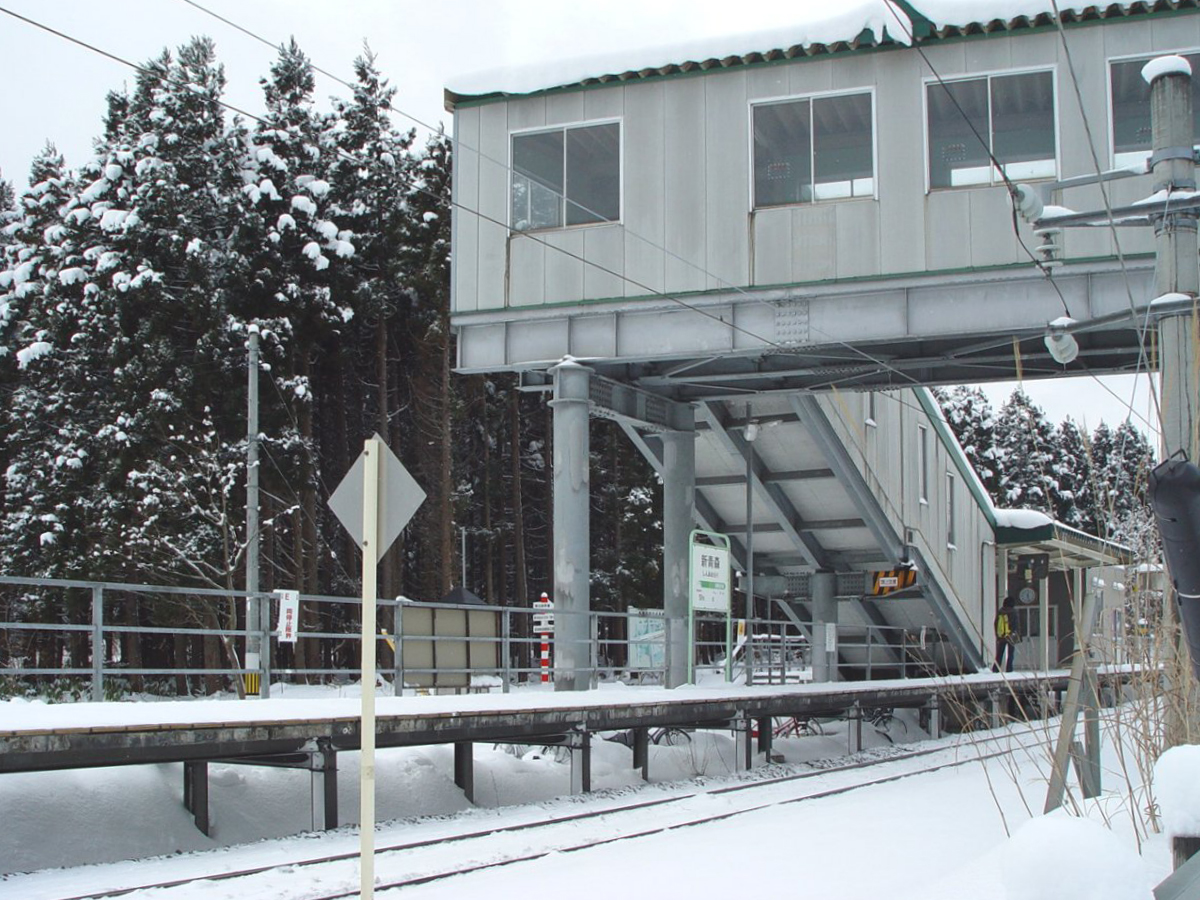
新幹線開業前の奥羽本線新青森駅（2003年）

1973年（昭和48年）11月に東北新幹線（盛岡市 - 青森市）の整備計画が決定され、青森市内に設置する新幹線駅についても検討が進められた。1974年（昭和49年）5月に日本国有鉄道（国鉄）の盛岡工事局長から以下の3案が示された。
- 青森駅併設
- ヤード地区（現 青い森セントラルパーク）
- 石江地区（現 新青森駅）

ただし、国鉄側は新幹線の北海道方面への延伸計画などを踏まえて「地盤・線形等を技術的に検討した結果では、青森駅併設は不可能に近いと考えられ、環境・用地問題等を総合的に勘案すると石江地区が適当と考えている」として石江地区を推進する立場を示した。一方、青森市、市議会、商工会議所などは「青森駅併設が適当である」とする立場を示し、両者の意見は対立した。そのため青森県が仲介役となり、県、市、国鉄による三者協議が1975年（昭和50年）12月から1979年（昭和54年）12月まで計16回開催され、最終的に「石江地区設置もやむなし」として意見集約された。これを受けて、翌年の1980年（昭和55年）1月31日に、青森県知事、青森市長、国鉄盛岡工事局長の三者トップ会談が行われ、「新幹線青森駅は石江地区に設置する」ことについての合意がなされた。
しかし、1982年（昭和57年）に国鉄の経営悪化などをふまえて、東北新幹線（盛岡市 - 青森市）を含む整備新幹線の建設計画の当面見合わせが閣議決定された。1986年（昭和61年）11月1日に新青森駅は奥羽本線の中間駅として設置されたが、東北新幹線の盛岡駅以北の建設遅れで地元住民の不満が高まっていたため、これを解消する狙いもあって関連事業の一環としての駅設置となった。この時点での当駅は単式ホーム1面1線の小規模な無人駅であり、かつては普通列車の一部も通過していた。
設置から24年後の2010年（平成22年）12月4日に東北新幹線八戸駅 - 当駅間が延伸開業されたことにより同新幹線が全線開業するとともに、東北地方6県の県庁所在地すべてに新幹線（法規上は在来線であるミニ新幹線も含む）が開通した。新幹線開業に合わせて新駅舎の建設および駅前整備が行われ、当駅は青森市の新たなターミナル駅としての役割を担うようになった。
新幹線開業によって在来線も島式ホーム1面2線となり、八戸駅に代わり北海道連絡特急である「白鳥」・「スーパー白鳥」の本州側の始発駅となったが、1面2線では折り返しの余裕がなく、一度隣の津軽新城駅（2面3線）へ回送され、時間調整を行った。同じく北海道連絡の急行「はまなす」は当駅には乗り入れず従来通り青森駅発着となるが、新幹線との乗り継ぎ割引は適用された。また、青い森鉄道青い森鉄道線から定期列車2往復と、臨時快速「リゾートあすなろ下北」（野辺地駅より大湊線直通）2往復がそれぞれ乗り入れを開始した。

### 年表
- 1986年（昭和61年）11月1日：日本国有鉄道（国鉄）の駅として開業[3]。無人駅で[7]、当時は津軽新城駅長管理であった[2]。
- 1987年（昭和62年）4月1日：国鉄分割民営化により、JR東日本の駅となる[8]。
- 2003年（平成15年）4月1日：津軽新城駅長廃止により、浪岡駅長の管理下となる。
- 2005年（平成17年）8月30日：新駅舎工事に向けての安全祈願祭（地鎮祭）を行なう[新聞 2]。
- 2007年（平成19年）
  - 7月1日：3年後の東北新幹線開業に備え、本駅の所属が秋田支社から盛岡支社に移管される。同時に青森駅長管理下となる。
  - 7月30日：在来線の跨線橋を廃止。
  - 8月27日：在来線の仮駅・仮跨線橋の使用を開始[新聞 3]。
- 2008年（平成20年）10月10日：新駅舎および東北新幹線用プラットホーム建設着工[新聞 4]。
- 2010年（平成22年）
  - 2月12日：新駅舎北正面口に駅名標と駅舎1階の版画「青い森から放つ」の除幕式を開催[新聞 5]。北西口には後日取り付けられた。
  - 2月26日：新駅舎が完成[新聞 5]。ただし、この時点では使用はされていない。
  - 4月1日：新駅舎構内に新青森開業準備駅が発足し、社員が配置される。ただし別組織扱いのため、当駅の営業形態は従来通り無人駅のままである。
  - 4月13日：E926形電車（East i）が新幹線の試運転列車として八戸方面より当駅に初めて到着。
  - 4月17日：新駅舎の南北通路の利用を開始[新聞 6]。仮駅舎は撤去される。
  - 9月8日：青い森鉄道青い森鉄道線からの列車乗り入れをJR東日本盛岡支社が発表。
  - 9月13日：在来線ホーム2番線の使用を開始。
  - 12月4日：東北新幹線の八戸駅 - 当駅間が開業[報道 1]。無人駅から直営駅となる（前述の新青森開業準備駅が組織変更し新青森駅となる）。「あおもり旬味館」が開業[報道 2]。特急「白鳥」・「スーパー白鳥」が新たに当駅始発となり、特急「つがる」と寝台特急「あけぼの」・「日本海」、快速「深浦」、臨時快速「リゾートしらかみ」が当駅に停車するようになる。青森駅より地区駅業務が移管され、新設された新青森駅長は青森地区駅長兼務となる。
- 2012年（平成24年）3月17日：「日本海」が臨時列車格下げに伴い、通過となる。
- 2013年（平成25年）4月1日：在来線改札口および遺失物管理業務をジャスター（現・JR東日本東北総合サービス）に委託。
- 2014年（平成26年）3月15日：「あけぼの」が臨時列車格下げに伴い、当駅停車の定期夜行列車が消滅。
- 2016年（平成28年）
  - 3月1日：新幹線ホームの発車メロディを『ねぶた囃子』に変更[注 5][新聞 7]。
  - 3月26日：北海道新幹線の当駅 - 新函館北斗駅間が開業[報道 3]。JR東日本とJR北海道の境界駅となる。
  - 3月31日：びゅうプラザの営業を終了[新聞 8]。
  - 4月1日：青森駅長管理下となり、青森地区駅長は青森駅長兼務となる。新青森駅長が廃止され、青森駅副駅長（新青森在勤）が配置される。
  - 12月23日ごろ：在来線ホームに待合室を設置[報道 4]。
- 2018年（平成30年）3月31日：在来線改札内コンコースにあるNewDaysが閉店。
- 2020年（令和2年）3月14日：新幹線eチケットサービス開始[報道 5]。
- 2021年（令和3年）
  - 3月13日：東北新幹線でタッチでGo!新幹線のサービスを開始[注 6][報道 6]。
  - 3月18日：駅ナカシェアオフィス「STATION WORK」のブース型「STATION BOOTH」が開業[9][報道 7]。
- 2022年（令和4年）3月12日：青森営業統括センター管理下となる。青森駅副駅長（新青森在勤）は青森営業統括センター副所長（新青森在勤）となる。
- 2023年（令和5年）5月27日：奥羽本線においてICカード「Suica」の利用が可能となる[報道 8][報道 9]。
- 2024年（令和6年）10月1日：JR東日本（東北新幹線および奥羽本線）でえきねっとQチケのサービスを開始[注 7][1][報道 10]。

## 駅構造

### 在来線
島式ホーム1面2線を有する地上駅で、橋上駅舎を有する。1番線（下り本線）は12両編成、2番線（上り本線）は8両編成対応となっており、寝台特急は上下とも1番線を使用していた（現在1番線の一部は柵で仕切られ使用停止状態）。貨物列車などの通過列車は基本的に下り1番線、上り2番線を通過する。
改札口はJR東日本東北総合サービス受託の業務委託駅。ブロック長配置で、青森駅改札、油川駅、蟹田駅の受託業務を管理している。
自動券売機（Suica対応）と自動改札機（Suica、えきねっとQチケ対応）が設置されている。なお、自動券売機では新幹線経由の乗車券、青い森鉄道線経由JR八戸線各駅までの通過連絡乗車券を購入することはできない。

### 新幹線
島式ホーム2面4線（ホーム長264メートル：10両対応）を有する高架駅である。すべてのホームにホームドアが設置されている。当駅を介して東北新幹線と北海道新幹線を直通する列車は、当駅にてJR東日本・JR北海道の乗務員交替を実施している。
併せて北側（新函館北斗寄り・津軽線新油川信号場付近）にはJR東日本の新幹線車両基地「盛岡新幹線車両センター青森派出」も盛岡新幹線車両センター八戸派出を移転する形で新設された。
開業当初より北海道新幹線の接続を考慮しており、中間駅に近い構造となっている。当駅 - 車両センター分岐点までは、施設上はJR東日本の管理となっている。一方で新函館北斗方面の乗降合図装置表示器並びに出発進路開通表示灯にはJR北海道の社名表記がある。
東北新幹線の駅の中で唯一、ホームから海が見える駅である。
JR東日本が営業するみどりの窓口、指定席券売機、新幹線自動改札機（新幹線eチケット、タッチでGo!新幹線、えきねっとQチケ対応）が設置されている。新幹線乗換窓口・精算窓口は設置されていないが、改札事務室内にマルス端末が設置されているため、のりかえ口での対応となる。

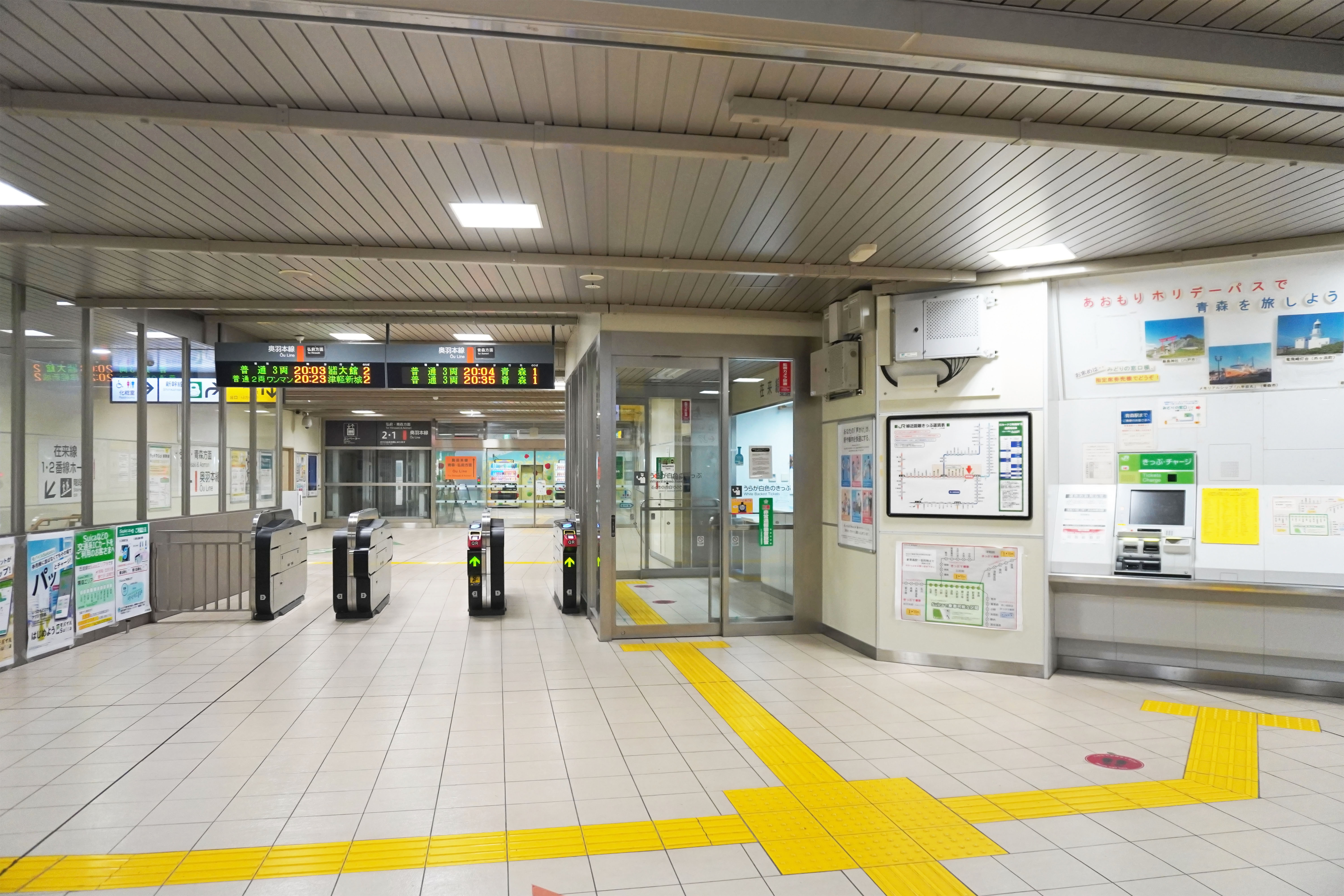
在来線改札口（2024年11月）
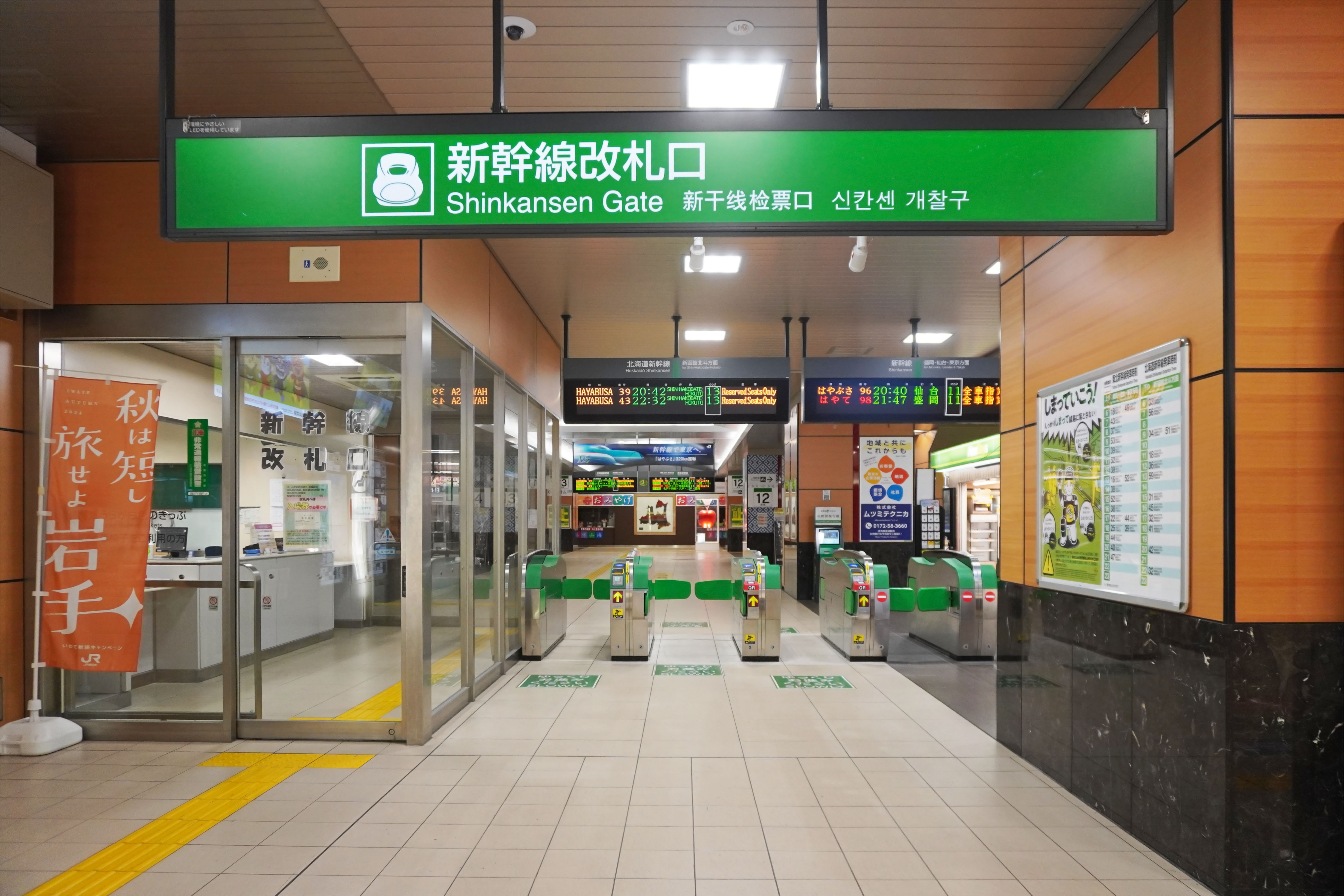
新幹線改札口（2024年11月）
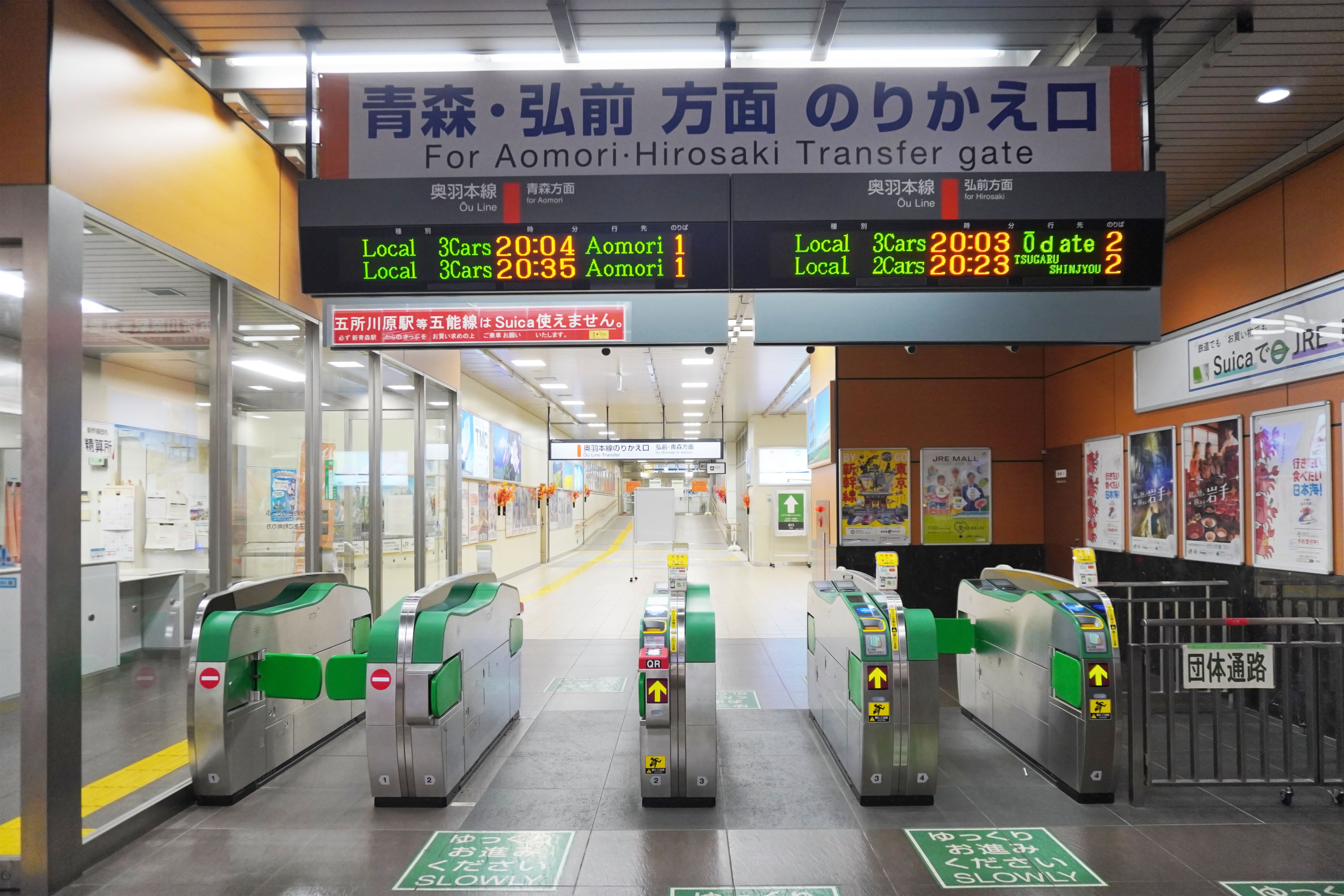
のりかえ口（2024年11月）
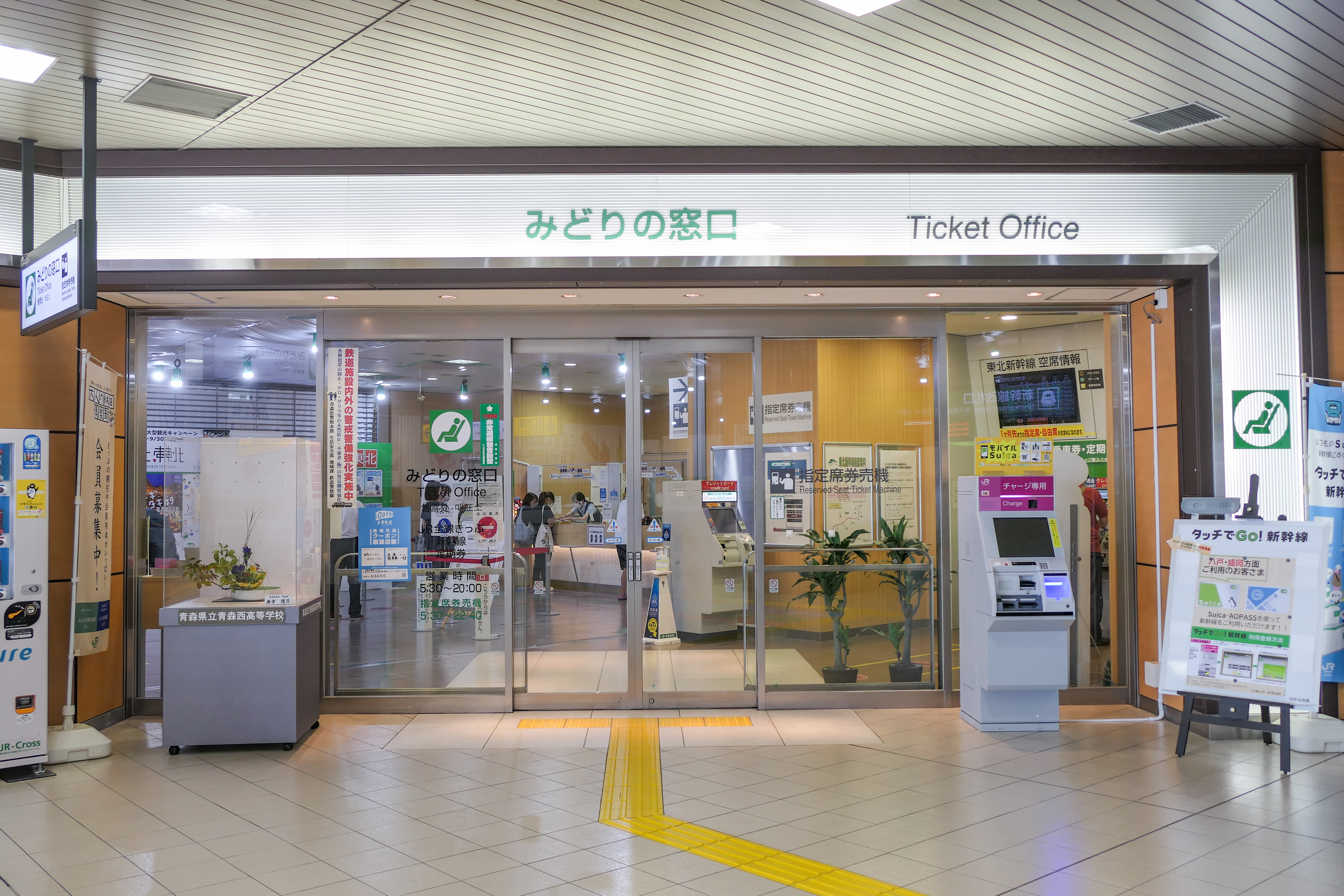
みどりの窓口（2022年9月）

### のりば
| 番線         | 路線         | 方向 | 行先                       |
| ------------ | ------------ | ---- | -------------------------- |
| 在来線ホーム |              |      |                            |
| 1            | ■奥羽本線    | 下り | 青森方面                   |
| 2            | ■奥羽本線    | 上り | 弘前・東能代方面           |
| 新幹線ホーム |              |      |                            |
| 11・12       | 東北新幹線   | 上り | 盛岡・仙台・大宮・東京方面 |
| 13・14       | 北海道新幹線 | 下り | 新函館北斗方面             |

発着番線は概ね上記の通り固定されているが、新幹線に関しては定期列車における例外として6時32分当駅始発の北海道新幹線「はやて91号」新函館北斗行きと、7時56分発「はやて93号」新函館北斗行きが12番線から、17時44分当駅始発の東北新幹線「はやぶさ42号」東京行きが14番線から出発する。また、臨時列車などについても逆のホームから発車する場合がある。
東北新幹線と北海道新幹線を直通する定期列車は下りは13番線、上りは11番線に入線する。

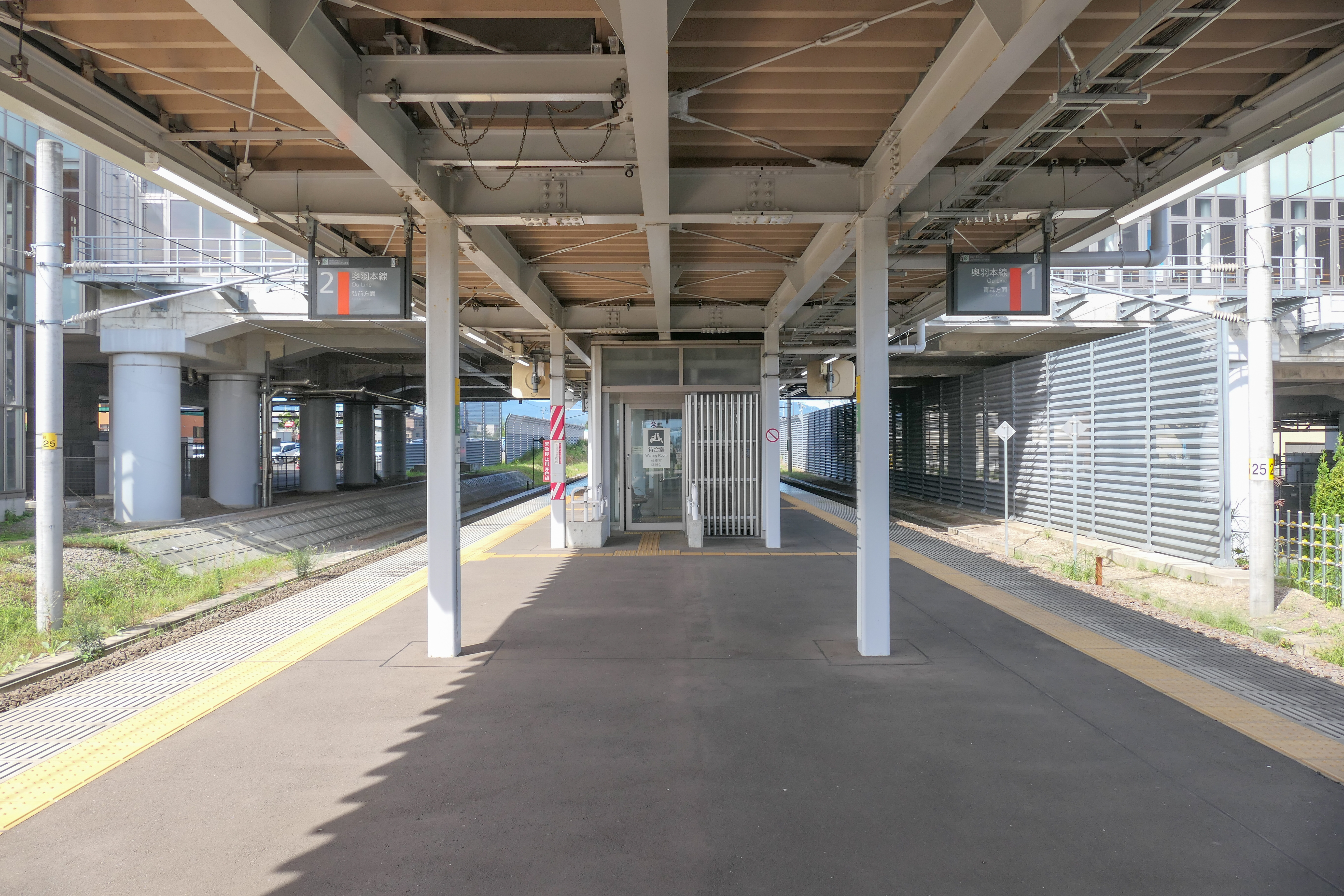
在来線ホーム（2022年9月）
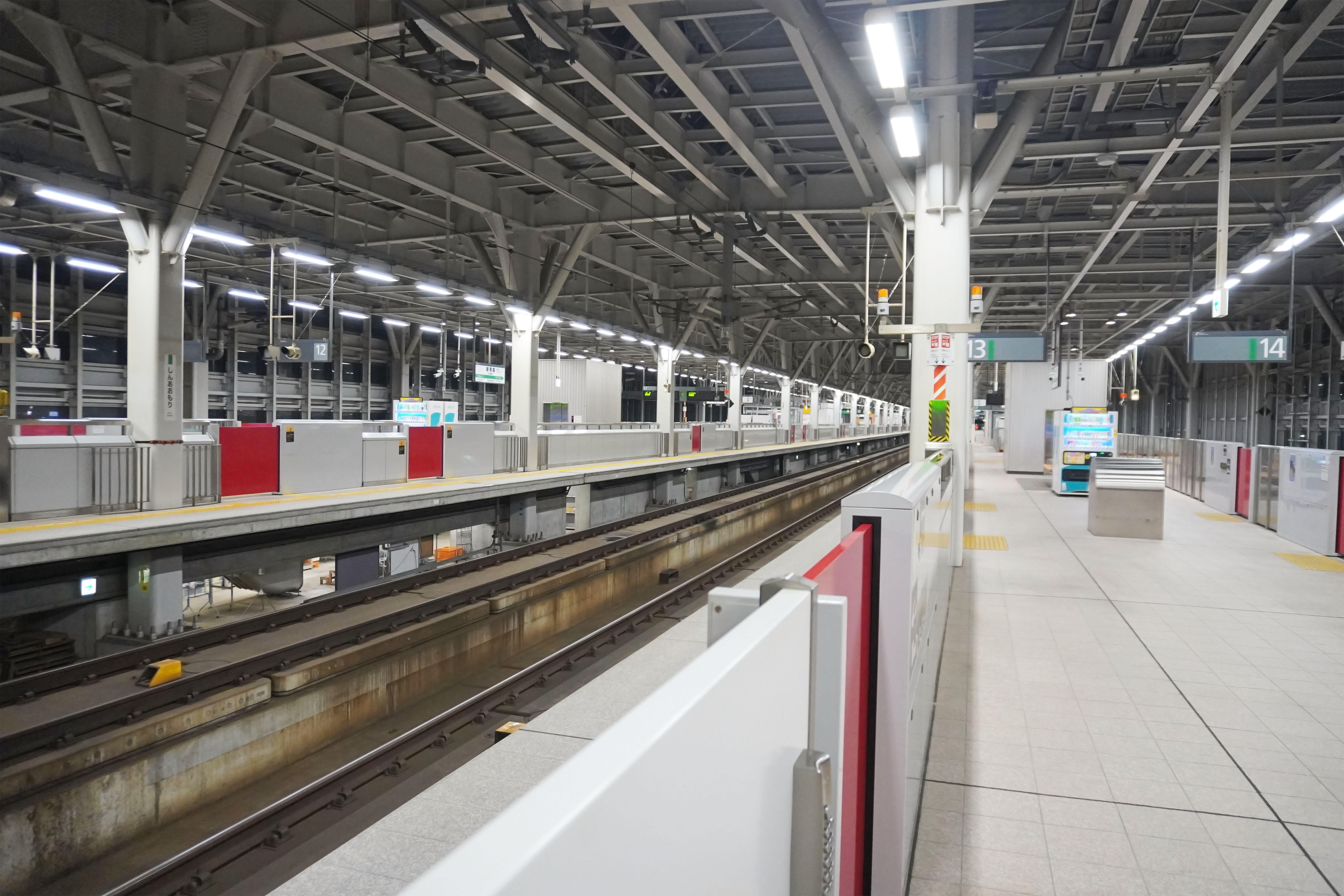
新幹線ホーム（2024年9月）

### 駅舎
駅舎は、デザインコンセプトを「縄文から未来へ - ほっとして郷愁が感じられるあずましい北の駅 -」とし、デザインイメージに「縄文と未来の融合」を掲げている。
縄文時代を連想させる外観の駅舎は、中央部分に「未来への玄関」を表現したガラスの空間を設けている。また、ホームから町並みの眺望が楽しめるよう横一列に窓が配置されたほか、当駅南近傍の三内丸山遺跡に倣った木柱のデザインを採用するなど、青森を堪能するための工夫が随所に見られる。
当初鉄道建設・運輸施設整備支援機構 (JRTT) より駅舎デザインの候補として3案が提示され、2006年（平成28年）11月16日に青森市役所柳川庁舎で開催された新青森駅舎デザイン委員会において、デザイン性・機能性を勘案しこの案を市長への答申とすることを決定した。

#### 駅構内にある施設
- 1階
  - 駅ナカ「あおもり旬味館」[2][報道 2]
  - NewDays
    - イーネットATM（新青森旬味館店のみ：青森銀行管理）

  - 駅レンタカー営業所[報道 2]
- 2階
  - 駅レンタカー案内所[報道 2]
  - あおもり観光情報センター[2]
  - 青森県警察鉄道警察隊新青森駅分室
  - 新幹線コンコース
    - NewDays
    - そば処 ブナの森
    - 駅弁コーナー
    - 美味山海（土産品店、JR東日本東北総合サービス運営）
- 3階
  - 新幹線ホーム
    - ホームにはキヨスクがある。

当駅は青森駅管理下の直営駅である。新幹線開業当初は自駅単独管理駅であった。在来線改札口、遺失物管理業務、車椅子案内業務はJR東日本東北総合サービスに業務委託されている。

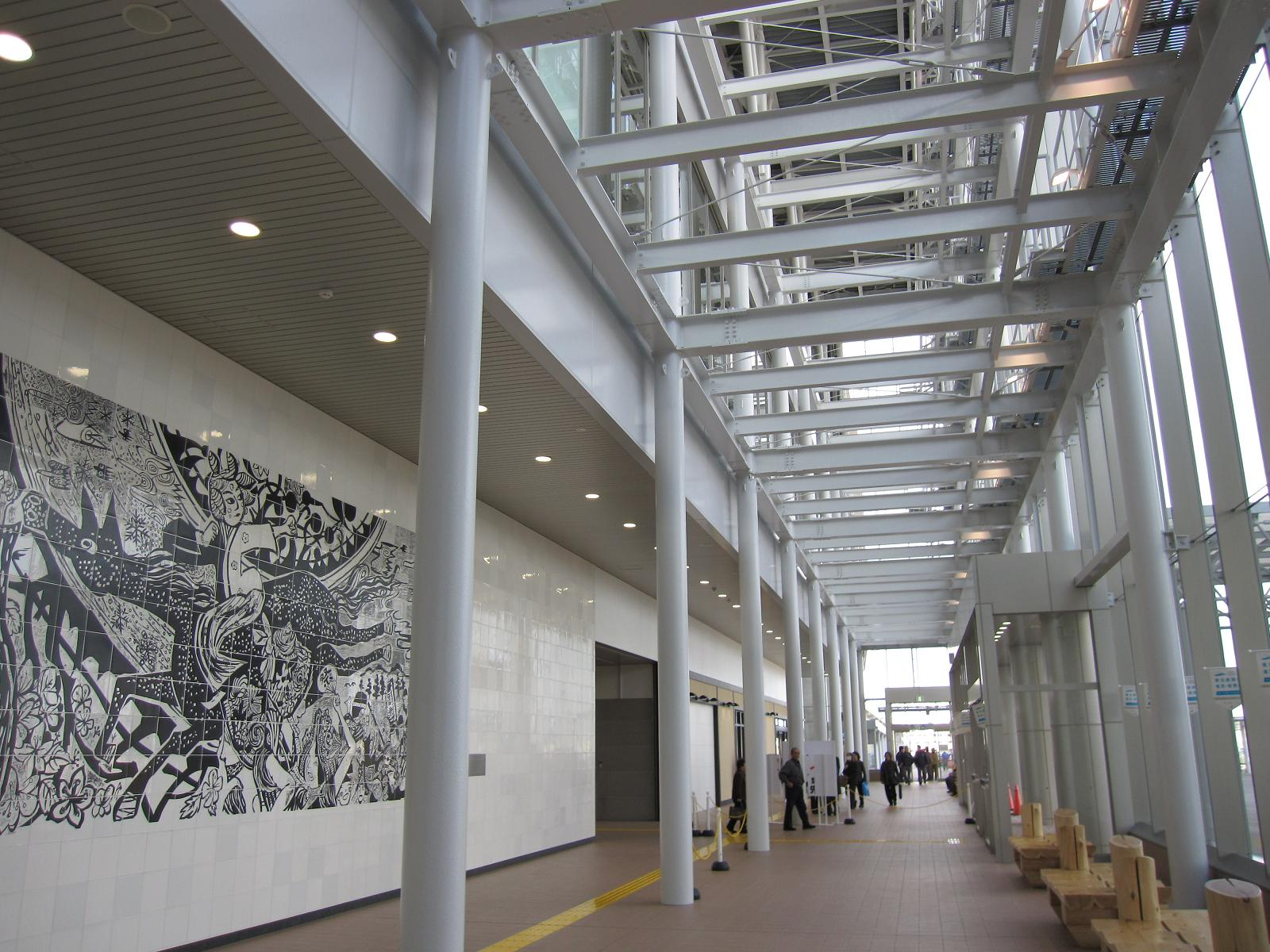
正面玄関ホール（2010年11月）
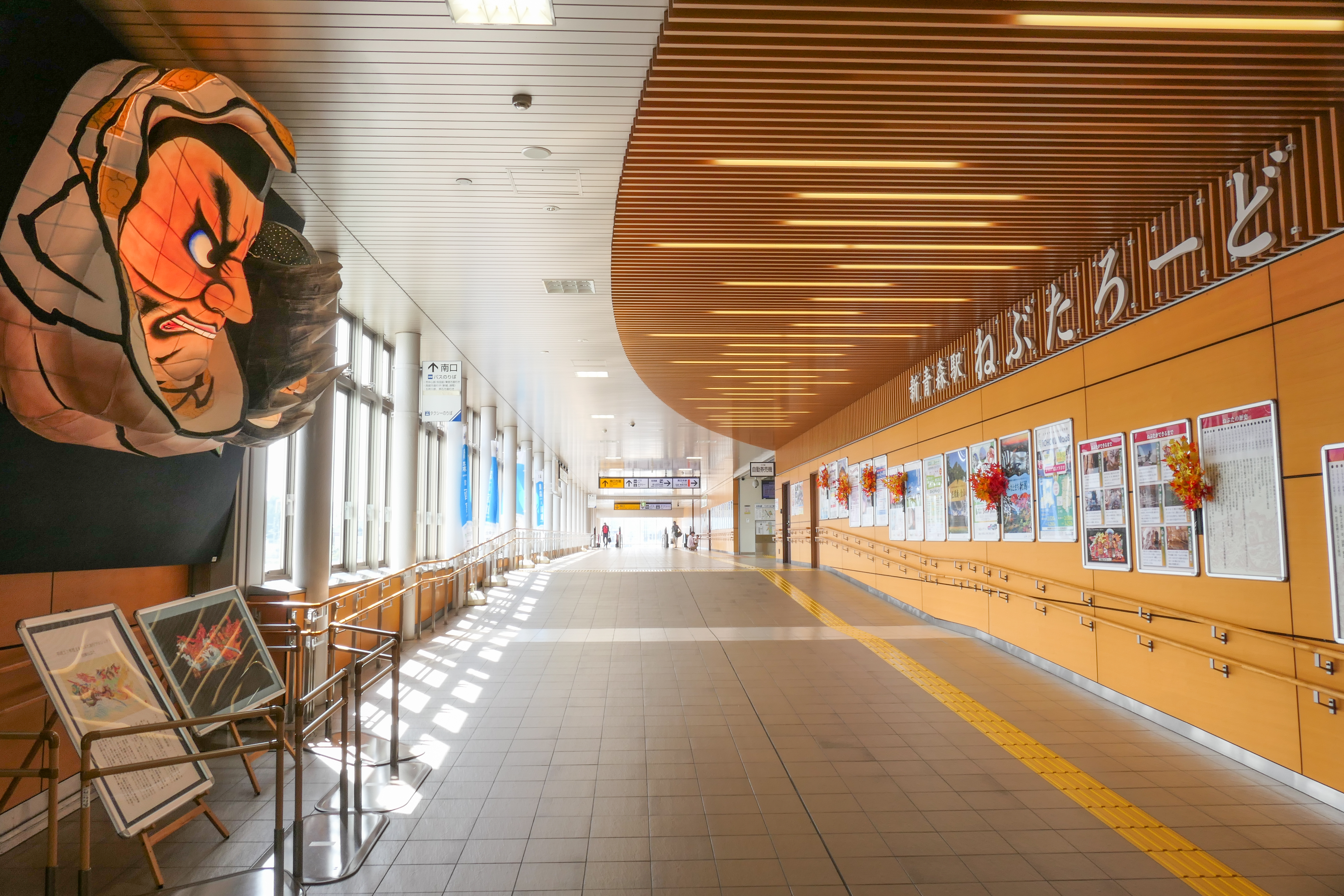
南北自由通路「ねぶたロード」（2022年9月）
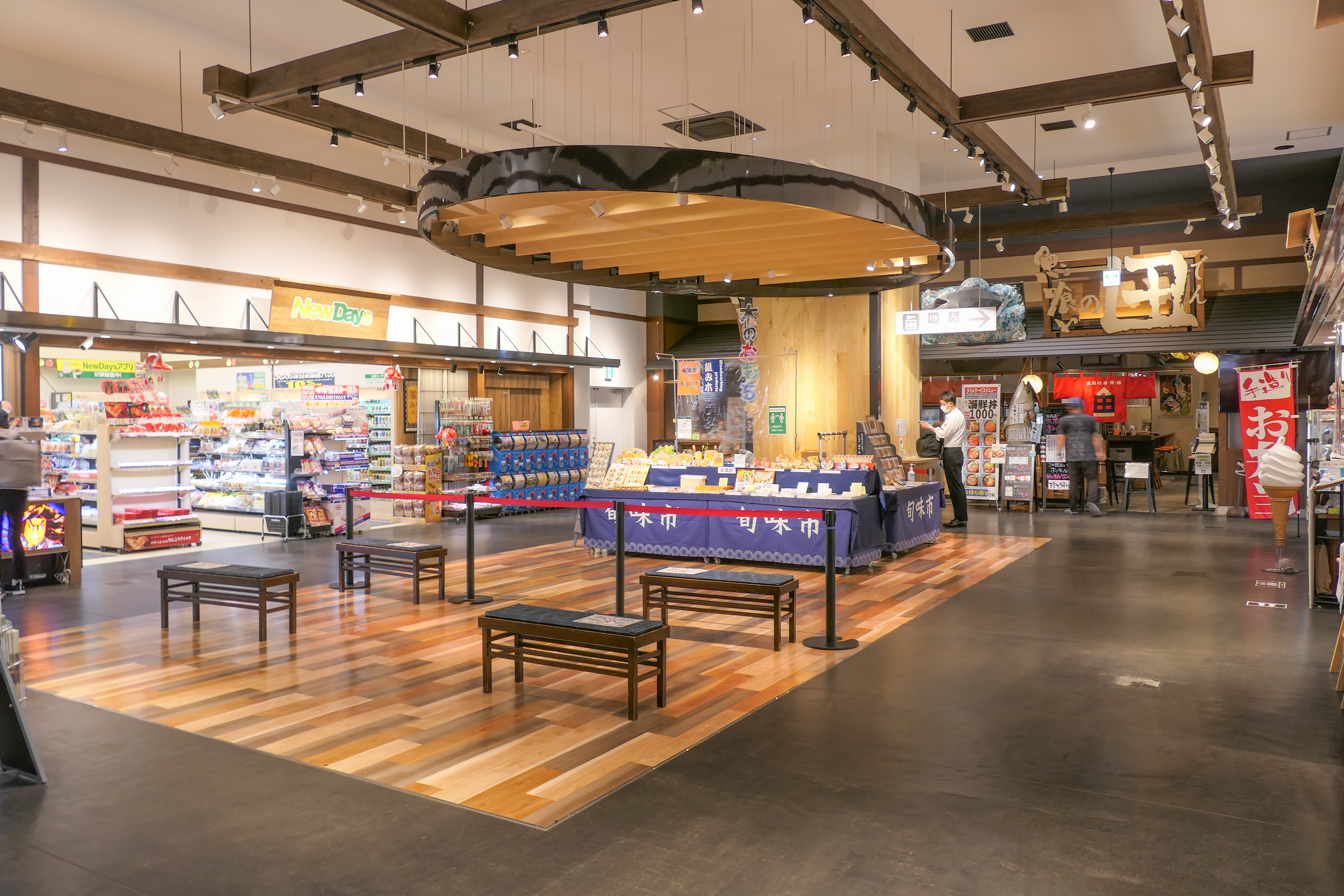
あおもり旬味館（2022年9月）

## 駅弁
主な駅弁は下記の通り。
- 津軽海峡 海の宝船
- 比内地鶏の鶏めし
- 八戸小唄寿司
- 鶏めし弁当

## 利用状況

### 1日平均乗車人員
JR東日本によると、2023年度（令和5年度）の1日平均乗車人員は4,390人である。新幹線の1日平均乗車人員は4,636人である（北海道新幹線を含まない）。青森県内では長年、青森駅、弘前駅、八戸駅に次いで第4位であった。しかし、2023年度（令和5年度）にJR東日本単体では弘前駅と八戸駅を上回り、青森駅に次ぐ県内第2位に浮上した。
また、当駅は2016年度以来、JR東日本に加えてJR北海道が乗り入れる会社境界駅であるが、この乗車人員はJR東日本が発表するJR東日本のみの値である。JR北海道は駅ごとの1日平均乗車人員を公表していないため、当駅の新幹線乗車人員の見方には注意が必要である。
なお、2010年度（平成22年度）以降の推移は以下のとおりである。
| 1日平均乗車人員推移 | 1日平均乗車人員推移 | 1日平均乗車人員推移 | 1日平均乗車人員推移 | 1日平均乗車人員推移 | 1日平均乗車人員推移 | 1日平均乗車人員推移 | 1日平均乗車人員推移 | 1日平均乗車人員推移           |
| 年度                | 計                  | 計                  | 計                  | 新幹線              | 新幹線              | 新幹線              | 新幹線              | 出典                          |
| 年度                | 定期外              | 定期                | 合計                | 定期外              | 定期                | 合計                | 前年度比            | 出典                          |
| ------------------- | ------------------- | ------------------- | ------------------- | ------------------- | ------------------- | ------------------- | ------------------- | ----------------------------- |
| 2010年（平成22年）  |                     |                     | 1,083               | 非公表              | 非公表              | 非公表              | 非公表              | [ 利用客数 2 ]                |
| 2011年（平成23年）  |                     |                     | 2,730               | 非公表              | 非公表              | 非公表              | 非公表              | [ 利用客数 3 ]                |
| 2012年（平成24年）  | 2,731               | 588                 | 3,319               | 4,332               | 239                 | 4,571               |                     | [ 利用客数 4 ] [ 新幹線 2 ]   |
| 2013年（平成25年）  | 2,959               | 679                 | 3,639               | 4,259               | 264                 | 4,523               |                     | [ 利用客数 5 ] [ 新幹線 3 ]   |
| 2014年（平成26年）  | 2,881               | 739                 | 3,621               | 4,290               | 293                 | 4,584               |                     | [ 利用客数 6 ] [ 新幹線 4 ]   |
| 2015年（平成27年）  | 2,889               | 741                 | 3,631               | 4,386               | 324                 | 4,711               |                     | [ 利用客数 7 ] [ 新幹線 5 ]   |
| 2016年（平成28年）  | 2,832               | 787                 | 3,619               | 3,700               | 332                 | 4,033               |                     | [ 利用客数 8 ] [ 新幹線 6 ]   |
| 2017年（平成29年）  | 2,965               | 858                 | 3,824               | 3,769               | 353                 | 4,122               |                     | [ 利用客数 9 ] [ 新幹線 7 ]   |
| 2018年（平成30年）  | 3,052               | 881                 | 3,933               | 3,850               | 368                 | 4,219               |                     | [ 利用客数 10 ] [ 新幹線 8 ]  |
| 2019年（令和元年）  | 2,986               | 905                 | 3,891               | 3,697               | 414                 | 4,111               |                     | [ 利用客数 11 ] [ 新幹線 9 ]  |
| 2020年（令和02年）  | 1,348               | 931                 | 2,279               | 1,308               | 446                 | 1,754               | −57.3%              | [ 利用客数 12 ] [ 新幹線 10 ] |
| 2021年（令和03年）  | 1,621               | 965                 | 2,586               | 1,648               | 461                 | 2,109               | 20.2%               | [ 利用客数 13 ] [ 新幹線 11 ] |
| 2022年（令和04年）  | 2,402               | 949                 | 3,352               | 2,881               | 468                 | 3,349               | 58.8%               | [ 利用客数 14 ] [ 新幹線 12 ] |
| 2023年（令和05年）  | 3,414               | 976                 | 4,390               | 4,139               | 497                 | 4,636               | 138.8%              | [ 利用客数 1 ] [ 新幹線 1 ]   |

### 対東京年間輸送人員
JR東日本によると、コロナ禍の影響が無かった2018年度（平成30年度）の東京 - 青森間の年間輸送人員は、新幹線が約262万人（シェア78%）、航空機が約70.7万人（シェア22%）、新幹線と航空機の合計は約336.8万人である。
| 東京 - 青森 年間輸送人員（千人） | 東京 - 青森 年間輸送人員（千人） | 東京 - 青森 年間輸送人員（千人） | 東京 - 青森 年間輸送人員（千人） | 東京 - 青森 年間輸送人員（千人） |
| 年度                             | 新幹線                           | 航空機                           | 合計                             | 出典                             |
| -------------------------------- | -------------------------------- | -------------------------------- | -------------------------------- | -------------------------------- |
| 2014年（平成26年）               | 2,471                            | 657                              | 3,128                            | [ 15 ]                           |
| 2014年（平成26年）               | 79%                              | 21%                              | 100%                             | [ 15 ]                           |
| 2015年（平成27年）               | 2,509                            | 707                              | 3,216                            | [ 15 ]                           |
| 2015年（平成27年）               | 78%                              | 22%                              | 100%                             | [ 15 ]                           |
| 2016年（平成28年）               | 2,503                            | 712                              | 3,215                            | [ 15 ]                           |
| 2016年（平成28年）               | 78%                              | 22%                              | 100%                             | [ 15 ]                           |
| 2017年（平成29年）               | 2,580                            | 712                              | 3,292                            | [ 15 ]                           |
| 2017年（平成29年）               | 78%                              | 22%                              | 100%                             | [ 15 ]                           |
| 2018年（平成30年）               | 2,620                            | 748                              | 3,368                            | [ 15 ]                           |
| 2018年（平成30年）               | 78%                              | 22%                              | 100%                             | [ 15 ]                           |
| 2019年（令和元年）               | 2,544                            | 748                              | 3,292                            | [ 15 ]                           |
| 2019年（令和元年）               | 77%                              | 23%                              | 100%                             | [ 15 ]                           |
| 2020年（令和02年）               | 798                              | 186                              | 984                              | [ 15 ]                           |
| 2020年（令和02年）               | 81%                              | 19%                              | 100%                             | [ 15 ]                           |
| 2021年（令和03年）               | 1,140                            | 319                              | 1,459                            | [ 15 ]                           |
| 2021年（令和03年）               | 78%                              | 22%                              | 100%                             | [ 15 ]                           |
| 2022年（令和04年）               | 1,270                            | 686                              | 1,956                            | [ 15 ]                           |
| 2022年（令和04年）               | 65%                              | 35%                              | 100%                             | [ 15 ]                           |
| 2023年（令和05年）               | 2,007                            | 780                              | 2,787                            | [ 15 ]                           |
| 2023年（令和05年）               | 72%                              | 28%                              | 100%                             | [ 15 ]                           |

東京 - 青森間における新幹線の輸送人員は約262.0万人と、東京 - 盛岡間の約262.1万人に僅差で北東北2位（東京 - 秋田間は約135.7万人）となっている。また、新幹線と航空機を合わせた輸送人員は、東京 - 盛岡間の約262.1万人、東京 - 秋田間の約232.9万人を上回り北東北1位（約336.8万人）となっている。
| 2018年度（平成30年度） 北東北・道南の対東京年間輸送人員（千人） | 2018年度（平成30年度） 北東北・道南の対東京年間輸送人員（千人） | 2018年度（平成30年度） 北東北・道南の対東京年間輸送人員（千人） | 2018年度（平成30年度） 北東北・道南の対東京年間輸送人員（千人） | 2018年度（平成30年度） 北東北・道南の対東京年間輸送人員（千人） |
| 区間                                                            | 新幹線                                                          | 航空機                                                          | 合計                                                            | 出典                                                            |
| --------------------------------------------------------------- | --------------------------------------------------------------- | --------------------------------------------------------------- | --------------------------------------------------------------- | --------------------------------------------------------------- |
| 東京 - 青森                                                     | 2,620                                                           | 748                                                             | 3,368                                                           | [ 15 ]                                                          |
| 東京 - 青森                                                     | 78%                                                             | 22%                                                             | 100%                                                            | [ 15 ]                                                          |
| 東京 - 盛岡                                                     | 2,621                                                           | -                                                               | 2,621                                                           | [ 15 ]                                                          |
| 東京 - 盛岡                                                     | 100%                                                            | 0%                                                              | 100%                                                            | [ 15 ]                                                          |
| 東京 - 秋田                                                     | 1,357                                                           | 972                                                             | 2,329                                                           | [ 15 ]                                                          |
| 東京 - 秋田                                                     | 58%                                                             | 42%                                                             | 100%                                                            | [ 15 ]                                                          |
| 東京 - 函館                                                     | 395                                                             | 1,013                                                           | 1,408                                                           | [ 15 ]                                                          |
| 東京 - 函館                                                     | 28%                                                             | 72%                                                             | 100%                                                            | [ 15 ]                                                          |

JR東日本によると2024年（令和6年）3月現在、新幹線の所要時間は最速2時間58分、運賃（通常期）は17,670円、1日18往復運行されている。また、航空機の所要時間は約2時間50分、1日6往復運行されている。

## 駅周辺
本駅は青森県道247号鶴ケ坂千刈線（旧国道7号）と現国道7号（青森西バイパス）に挟まれた住宅地にある。青森市中心部から西にずれた地域であるが、開発が進んでいる。

### 東正面口周辺
- レンタカーステーション - 日産レンタカー・ニッポンレンタカー・タイムズカーレンタル・レンタカージャパレン・オリックスレンタカー
- 駅レンタカー（上記「レンタカーステーション」と別の独立した場所にある）
- ガーラタウン
  - ドン・キホーテ
- 青森西郵便局
- 国道7号
- JR東日本新青森設備総合事務所 - 青森駅西口にあった設備関係の現業機関が移転。
- 青森県民共済
- 東横イン新青森駅東口

### 西口周辺
- 青森市営新青森駅西口立体駐車場 - 駅西口と隣接。
- トヨタレンタリース青森 新青森駅西口店
- 青森県立青森西高等学校
- 青森市立新城小学校
- 国道280号
- 国土交通省青森河川国道事務所 青森国道維持出張所
- 青森県青森福祉庁舎
- あおもり健康ランド
  - 青森市営バス「健康ランド前」停留所
- ケーズデンキ青森西店（運営はデンコードー）
- 青森新都市病院

### 南口周辺
- 東北自動車道 青森インターチェンジ
- 青森市道新青森駅通り線（新青森駅南口から県道247号へ通じる市道）[16]
- 青森県道247号鶴ケ坂千刈線（旧国道7号）
- カーズレンタカー青森西店（県道247号沿い）
- 三内丸山遺跡
- 青森県立美術館
- 津軽新城郵便局
- 弘南バス・青森市営バス・青森市市民バス孫内線「石江」停留所 - 新青森駅南口発着時間帯以外はこのバス停から古川・市役所前方面へ利用可能である。新青森駅南口から徒歩3 - 5分ほど。
  - 西部営業所方面行の停留所前（石江会館敷地）には、明治天皇行幸の記念碑がある。

## バス路線

### 新青森駅東口

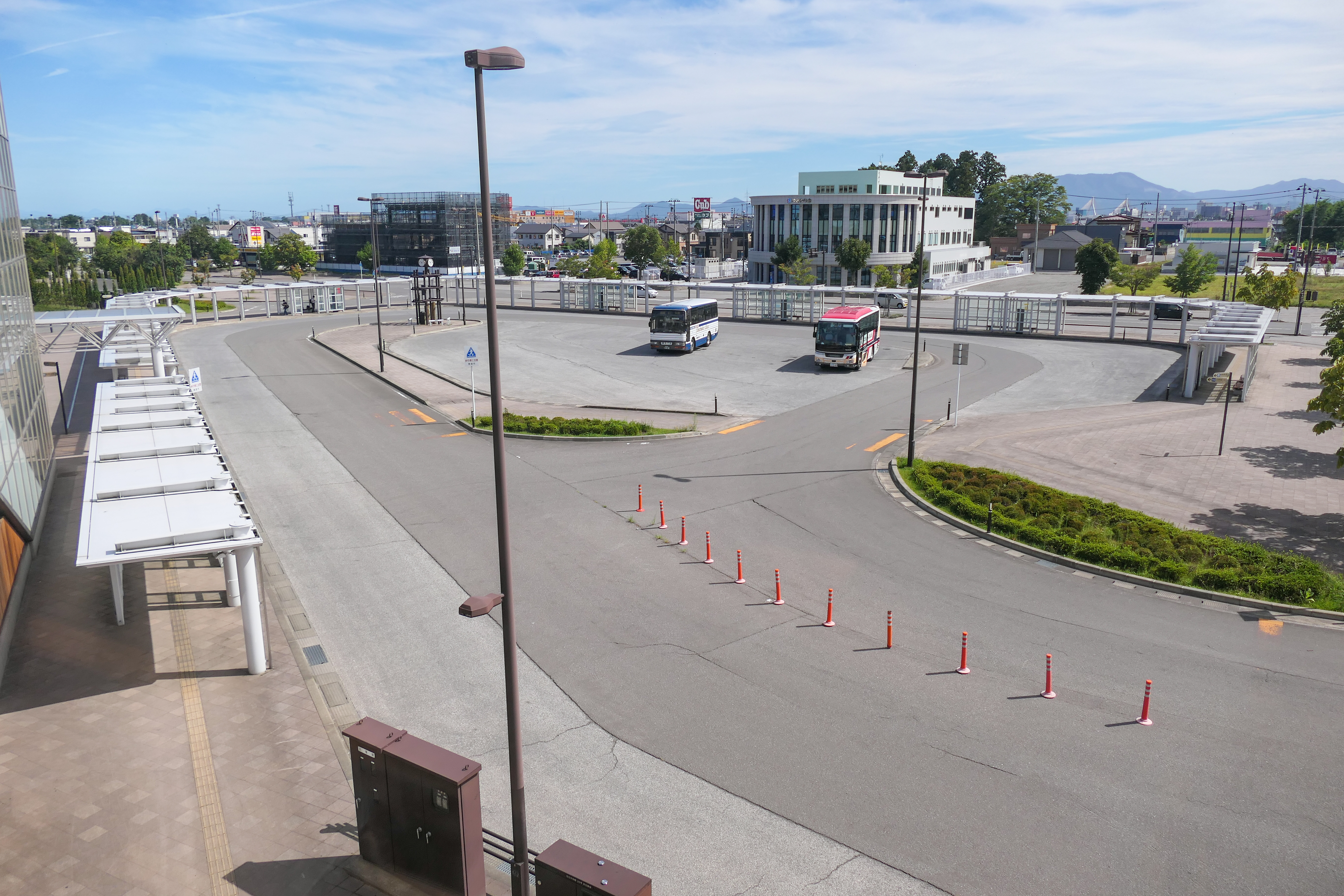
東口バスロータリー（2022年9月）

| のりば | 運行事業者             | 系統・行先                                                                              | 備考                                    |
| ------ | ---------------------- | --------------------------------------------------------------------------------------- | --------------------------------------- |
| 1      | JRバス東北             | 十和田北線（みずうみ号）：酸ヶ湯温泉・十和田湖駅方面／青森駅方面                        | 新青森駅東口 - 青森駅間のみの利用は不可 |
| 2      | JRバス東北             | 観光ルートバス「びゅうバス」                                                            |                                         |
| 3      | 青森観光バス           | あおもりシャトルdeルートバス ねぶたん号：棟方志功記念館・青森駅前方面／三内丸山遺跡方面 |                                         |
| 4      | 弘南バス               | 観光ルートバス「太宰治と津軽鉄道の旅号」：金木・五所川原方面                            |                                         |
| 5      | 青森市営バス           | 急行：浅虫温泉駅                                                                        |                                         |
| 5      | 十和田観光電鉄         | 十和田 - 青森線：十和田市（三本木営業所）                                               |                                         |
| 6・7   | （貸切バス専用乗降場） | （貸切バス専用乗降場）                                                                  |                                         |

### 新青森駅南口
経由する路線は下記の通り。事業者に関わらず、1番のりばから市内中心部（古川・青森駅および青森市役所）、東部（東部営業所・矢田前）方面が、2番のりばからは、西部（新城・浪岡・五所川原・黒石）方面が発車する。
以前はあおもりシャトルdeルートバスねぶたん号（左回り）も1番のりばより発車していたが、2014年（平成26年）8月1日より運行コース及び時刻の見直しが行われ、東口3番乗り場発着に統一されている。
| 運行事業者   | 系統・行先 |
| ------------ | --- |
| 青森市営バス | - 新城線：西部営業所／青森駅／東部営業所 - 東バイパス線：東部営業所 - 問屋町線：第二問屋町 - 市民病院線：市民病院 - 青森公立大学線：青森公立大学 |
| 弘南バス     | - 青森 - 五所川原線：五所川原駅前／矢田前（青森営業所） - 青森 - 黒石線：黒石駅前／矢田前（青森営業所）                                          |

## その他

### 料金特例
2010年（平成22年）の東北新幹線全通以来、当駅 - 青森駅間においては、特急列車の普通車自由席に乗車する場合に限って、特急料金が不要となる特例が設けられている。これは、本数の多かった特急「白鳥・スーパー白鳥」の自由席を、青森駅との間のシャトル輸送に使うことを目的とした制度である。これにより、当駅 - 青森間で運賃のみで利用できる列車が大幅に増えた。
なお、青春18きっぷ、北海道&東日本パス、鉄道の日記念・JR全線乗り放題きっぷは対象外だったが、青春18きっぷ、北海道&東日本パスは、2012年夏季発売分より対象となった。
2016年（平成28年）の北海道新幹線開業と共に白鳥・スーパー白鳥は廃止され、青森駅 - 津軽新城駅間の普通列車に置き換えられた（白鳥・スーパー白鳥が津軽新城まで回送され、折り返し待機していたものを、普通列車として客扱いしたもの）。
現在、通常は特急「つがる」・「スーパーつがる」合計3往復のみ適用されている。
青春18きっぷ北海道新幹線オプション券は2024年度冬季より北海道新幹線区間のうち新青森駅 - 木古内駅間の乗下車ができるようになった。

### 清掃機器
2020年（令和2年）3月14日に、JR東日本盛岡支社、JR盛岡鉄道サービスが、当駅のサービス向上を目的に、無人ロボット洗浄機「EGrobo（イージーロボ）」が青森県内で初めて導入された。どちらも主に夜間帯に稼働され、自動で床面に付着したゴミの洗浄を行うことができる。また、「EGrobo」は、掃除ルートを事前にパターン登録した状態でロボットが移動を行い、人や障害物を検知した場合は停止や回避を行うほか、稼働状況をメールへ送信する措置がとられる。なお、先行して、自動で床面に付着したゴミの掃除を行うことができる無人集じん機「ロボットクリーナ」が2019年（令和元年）9月1日に導入された。
また、清掃業務の近代化や生産性の向上を目的として、有人の清掃機器の導入も行われ、嘔吐物回収機「パックインリンサーAZ」（2020年〈令和2年〉3月26日導入）、超高速振動式自動床洗浄機「マイクロマグ600」（2020年〈令和2年〉3月1日導入）、次世代型自動床洗浄機「i-mop（アイモップ）」（2020年〈令和2年〉1月14日導入）がそれぞれ活用されている。

## 隣の駅
東日本旅客鉄道（JR東日本）
 東北新幹線
七戸十和田駅 - 新青森駅 - （北海道新幹線(JR北海道)）
■奥羽本線
- 特急「スーパーつがる」「つがる」・臨時快速「リゾートしらかみ」停車駅

□快速・■普通
津軽新城駅 - 新青森駅 - 青森駅
奥羽本線（貨物支線）
新青森駅 - （滝内信号所） - 青森信号場
北海道旅客鉄道（JR北海道）
 北海道新幹線
（東北新幹線(JR東日本)） - 新青森駅 - （新中小国信号場） - （大平分岐部） - 奥津軽いまべつ駅

### 記事本文